# Ouarakuy
Ouarakuy est un village du département et la commune rurale de Sanaba, situé dans la province des Banwa et la région de la Boucle du Mouhoun au Burkina Faso.

## Géographie

### Démographie
- En 2003, le village comptait 549 habitants estimés[1].